# 中国古典文明研究院
中国古典文明研究院 (希腊语: Κινεζική Σχολή Κλασικών Σπουδών στην Αθήνα) 是一家2024年11月成立的文化研究机构，总部在希腊雅典的埃利尼科。研究院由中国社会科学院设立，主要研究考古学、古典學、和世界古代史。首任院长是李新伟。